# León Gieco

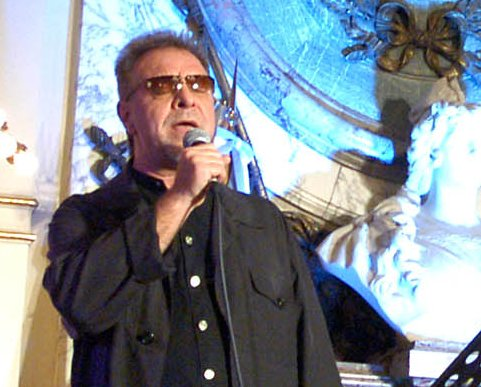
León Gieco, 2005

León Gieco, mit vollem Namen Raúl Alberto Antonio Gieco (* 20. November 1951 in Cañada Rosquín, einem Dorf in der Provinz Santa Fe, Argentinien) ist einer der bedeutendsten zeitgenössischen Musiker Argentiniens. In seinen Liedern verbinden sich die Einflüsse der argentinischen Folklore mit Rockmusik westlicher Prägung. Leon Gieco ist verheiratet und hat zwei Töchter.

## Biografie

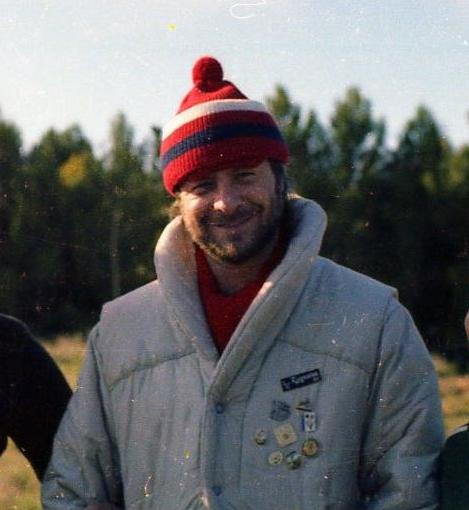
Leon Gieco im Jahre 1981

Raúl Alberto Antonio Gieco wurde auf einer kleinen Farm in der Provinz Santa Fe im Norden Argentiniens geboren. Bald nach seiner Geburt zog die Familie in das nahegelegene Dorf Cañada Rosquín. Im Alter von acht Jahren begann León Gieco zu arbeiten. Von seinem Verdienst kaufte er sich seine erste Gitarre und begann bald darauf, in seiner Schule und einer lokalen Folkloregruppe aufzutreten. Einige Zeit später spielte er in einer lokalen Rockgruppe Coverversionen von den Rolling Stones, den Beatles und der Spencer Davis Group und erlangte so eine bescheidene lokale Berühmtheit. 1965 gewann er einen Wettbewerb des lokalen Rundfunksenders Canal 5 in Rosario. Vier Jahre später, im Sommer 1969, reiste er zum ersten Mal nach Buenos Aires und kam dort mit der Rock-Szene der argentinischen Hauptstadt in Kontakt. Im November 1971 hatte er mit einigen bereits bekannteren argentinischen Musikern seinen ersten großen Auftritt beim Rockfestival B.A. Rock II. Es dauerte noch bis 1973, bis er seine erste Platte veröffentlichte.
Der erste große Durchbruch waren seine gemeinsamen Auftritte mit Raúl Porchetto, Charly García, Nito Mestre und María Rosa Yorio – einer Gruppe, die über kein gemeinsames Repertoire verfügte, sondern die Stücke der einzelnen Protagonisten in den Clubs und Theatern der argentinischen Hauptstadt improvisierte. Die Platte dazu erschien 1976.
Danach trat Gieco häufiger alleine auf. Seine Auftritte, Lieder und Texte brachten ihn in Konflikt mit der seit 1976 herrschenden Militärdiktatur unter General Jorge Rafael Videla. Bei der Produktion seiner dritten Platte wurden einige Lieder zensiert. 1978 entging er den Nachstellungen der Militärs durch einen einjährigen Aufenthalt in Los Angeles, USA.
Mit seiner vierten Platte IV LP und den darauf veröffentlichten Songs Cachito und Solo le pido a Dios erhielt die argentinische Menschenrechtsbewegung gegen die Diktatur der Militärs und den sich anbahnenden Krieg gegen Chile ihren musikalischen Ausdruck. Solo le pido a Dios (1978) wurde unter anderem von Mercedes Sosa gesungen und entwickelte sich in den 80 als Protestsong des demokratischen Argentiniens. In Deutschland hat der Liedermacher Hannes Wader im Jahr 2001 eine eigene Nachdichtung unter dem Titel Wünsche auf dem gleichnamigen Album veröffentlicht. Eine weitere bekannte Version („So wird es Tag“) stammt von Gerhard Gundermann.
In den 80er und 90er Jahren wuchs Leon Giecos Popularität noch an. Nach dem Ende der Militärdiktatur im Jahre 1983 entwickelte er sich ständig weiter. In diese Zeit fielen auch seine ersten Auftritte, bzw. Tourneen in Deutschland (beide damalige Staaten), Australien und Italien. Er spielte mit so bekannten südamerikanischen und internationalen Künstlern wie Pete Seeger, Pablo Milanés, Chico Buarque, Peter Gabriel, Bruce Springsteen, Sting, David Byrne und Milton Nascimento. Die sieben CDs, die zwischen 2000 und 2005 erschienen sind, zeigen, dass León Gieco noch lange nicht am Ende seiner musikalischen Karriere angelangt ist.

## Diskografie

### Alben
- 1973: León Gieco
- 1974: La Banda de los Caballos Cansados
- 1976: El fantasma de Canterville
- 1978: IV LP
- 1980: Siete años
- 1981: Pensar en nada
- 1985: Corazón americano / El gran concierto
- 1985: De Ushuaia a La Quiaca, Vol. 1–3
- 1989: Semillas del corazón
- 1989: Ayer y hoy
- 1990: Livekonzert mit Pete Seeger
- 1992: Mensajes del alma (AR: ×2Doppelplatin )[1]
- 1994: Desenchufado (AR: Platin)
- 1997: Orozco (AR: Platin)
- 1999: En el país de la libertad
- 1999: De Ushuaia a La Quiaca, Vol. 4
- 2000: 40 obras fundamentales
- 2001: Bandidos rurales (AR: ×2Doppelplatin )
- 2001: Por partida doble
- 2003: El vivo de León (AR: Platin)
- 2003: Serie de Oro: Grandes Exitos (AR: Gold)
- 2005: De Ushuaia a La Quiaca (reedición)
- 2005: Por favor, perdón y gracias (AR: Platin)
- 2005: El ángel de la bicicleta (simple)
- 2006: 15 años de mi (AR: Platin)
- 2011: El desembarco
- 2022: El hombrecito del mar

### Videoalben
- 2003: El vivo de León (AR: Platin)
- 2006: 15 años de mi (AR: Platin)

## Filmmusik (Auswahl)
- 2004: Familia rodante – Argentinisch reisen (Familia rodante)
- 2005: Vom Feuer erleuchtet (Iluminados por el fuego)